# تانکا (پرو)
تانکا (به اسپانیایی: Tanka) یک کوه در پرو است که در Peru, Arequipa Region واقع شده‌است. تانکا ۴٬۷۸۳ متر بالاتر از سطح دریا واقع شده‌است.